# Fu Rong (Tres Regnes)
|  | Aquest article tracta sobre el general militar de Shu Han . Si cerqueu el general i oficial de Qin anteriors , vegeu «Fu Rong». |

En aquest nom xinès, el cognom és Fu.
Fu Rong (mort el 222 EC) va ser un general militar de Shu Han durant el període dels Tres Regnes de la història xinesa.

## Biografia
Fu era un nadiu de Yiyang (en l'actualitat Xinyang, Henan). En el 221 EC, Fu va seguir a Liu Bei en la seva campanya contra les forces de Sun Quan, que conduiria a la batalla de Xiaoting. En el 222, el general de Sun Lu Xun va derrotar-hi a les forces de Liu i aquest va ser forçat a retirar-se. Fu va oferir-se com a voluntari per defensar la part posterior de les tropes enemigues perseguidores. Tot i que tots els seus companys morien en la batalla, Fu encara es mantenia ferm i descarregava la seva cada vegada més gran fúria sobre l'enemic. L'enemic el va donar l'oportunitat de rendir-se, però va respondre, "Puces de Wu! Penseu que un general de Han es rendiria a l'enemic?" Fu llavors va carregar contra les hordes d'enemics a soles, i va ser mort. L'acció valenta de Fu va ser molt admirada en l'època, tant que fins i tot l'Emperador Wu de Jin específicament esmenta aquest incident en un decret seu.
El fill de Fu, Fu Qian, continuà servint a Shu Han com un general militar fins a la seva final mort durant la conquesta de Shu per Wei en el 263 EC.

## En la ficció
En la novel·la històrica del Romanç dels Tres Regnes de Luo Guanzhong, a Fu se li va canviar el nom a "Fu Tong" (傅彤). Després de la derrota de Liu Bei a la batalla de Xiaoting, Fu va oferir-se voluntari per cobrir la part posterior del seu exèrcit en retirada de les tropes enemigues perseguidores. Finalment va acabar sent envoltat per l'enemic. El general de Sun Quan Ding Feng li va cridar, "Molts soldats de Sichuan han mort, mentre que altres s'han rendit. El teu senyor Liu Bei ha estat capturat. Ara que estàs exhaust i aïllat, per què no et rendeixes aviat?" Fu va respondre amb fúria, "Sóc un general de Han, com podria rendir-me a les puces de Wu?", després del qual va prendre la seva llança i va muntar en el seu cavall, dirigint als seus homes per oferir una última resistència davant l'enemic. No obstant això, després de lluitar durant més de 100 assalts, Fu va ser incapaç de trencar el setge. Ell finalment va sospirar, "He arribat a la meva fi!", i vomitant sang va morir.

## Anotacions i referències
1. ↑  (兵人死盡，吳將語肜令降，肜罵曰：「吳狗！何有漢將軍降者！」遂戰死。) Chen Shou. Registres dels Tres Regnes, Capítol 45, Biografia de Yang Xi.
2. ↑  (蜀記載晉武帝詔曰：「...(傅)肜，復為劉備戰亡。天下之善一也，豈由彼此以為異？」) Chen Shou. Registres dels Tres Regnes, Capítol 45, Biografia de Yang Xi.
3. ↑  (卻說傅彤斷後，被吳軍八面圍住。丁奉大叫曰：「川兵死者無數，降者極多。汝主劉備已被擒獲。今汝力窮勢孤，何不早降？」傅彤叱曰：「吾乃漢將，安肯降吳狗乎！」挺鎗縱馬，率蜀軍奮力死戰；不下百餘合，往來衝突，不能得脫。彤長歎曰：「吾今休矣！」言訖，口中吐血，死於吳軍之中。) Luo Guanzhong. Romanç dels Tres Regnes, Capítol 84.

- Sima Guang. Zizhi Tongjian, Capítol 69.